# Signal Iduna Park
El Westfalenstadion (pronunciado /vɛstˈfaːlnˌʃtaːdi̯ɔn/, literalmente Estadio de Westfalia) denominado por razones de patrocinio Signal Iduna Park  es un recinto deportivo propiedad del Borussia Dortmund, ubicado en la ciudad westfaliana de Dortmund, Alemania.
En 1965 se decidió la construcción de un nuevo estadio de cara a la Copa Mundial de Fútbol de 1974, pero no fue hasta 1970 cuando el proyecto se consolidó cuando Colonia desestimó construir un nuevo estadio, lo que facilitó la candidatura de Dortmund. Fue inaugurado el 2 de abril de 1974 con una capacidad de 56 000 espectadores.
Fue reconstruido para ser una de las sedes de la Copa Mundial de Fútbol de 2006 celebrada en Alemania. Para este evento, debido a que por ese entonces tenía el nombre comercial de Signal Iduna Park, el estadio llevó temporalmente el nombre de Estadio de la Copa Mundial de la FIFA de Dortmund (en alemán: FIFA WM-Stadion Dortmund; conocido también como Estadio Mundialista de Dortmund), por razones estipuladas en el reglamento de la FIFA. El estadio es uno de los estadios de fútbol más famosos de Europa y es conocido por su gran ambiente. Tiene una capacidad para encuentros de liga de 81 365 espectadores (de pie y sentado) y una capacidad para partdos internacionales de 66 099 (solo sentado); solo en la grada sur hay 24 451 asientos, la zona de pie más grande de Europa. Además de ser el estadio de fútbol más grande de Alemania, es el el quinto estadio más grande de Europa, y el tercer hogar más grande de un club europeo de primer nivel después del Camp Nou y el Estadio Santiago Bernabéu. Las ventas de abonos anuales ascendieron a 55,000 en 2015.
La arquitectura externa del Westfalenstadion está compuesta de ocho pilares de sujeción amarillos, de 62 metros de altura. El resto de la estructura es de acero.

## Historia
Fue construido como sede del Mundial de Fútbol de 1974, e inaugurado el 2 de abril de ese mismo año con el nombre de Westfalenstadion ("Estadio de Westfalia"). La Westfalenstadion Dortmund GmbH vendió los derechos del nombre del Westfalenstadion a la empresa de seguros Signal Iduna, desde el 1 de diciembre de 2005 hasta el 30 de junio de 2021. Así, el estadio pasó a llamarse Signal Iduna Park.
Durante el desarrollo de la Copa Mundial de la FIFA 2006 pasó a llamarse Estadio de la Copa Mundial de la FIFA de Dortmund (alemán: FIFA WM-Stadion Dortmund), ya que la FIFA no permite ningún tipo de publicidad en el nombre de los estadios.

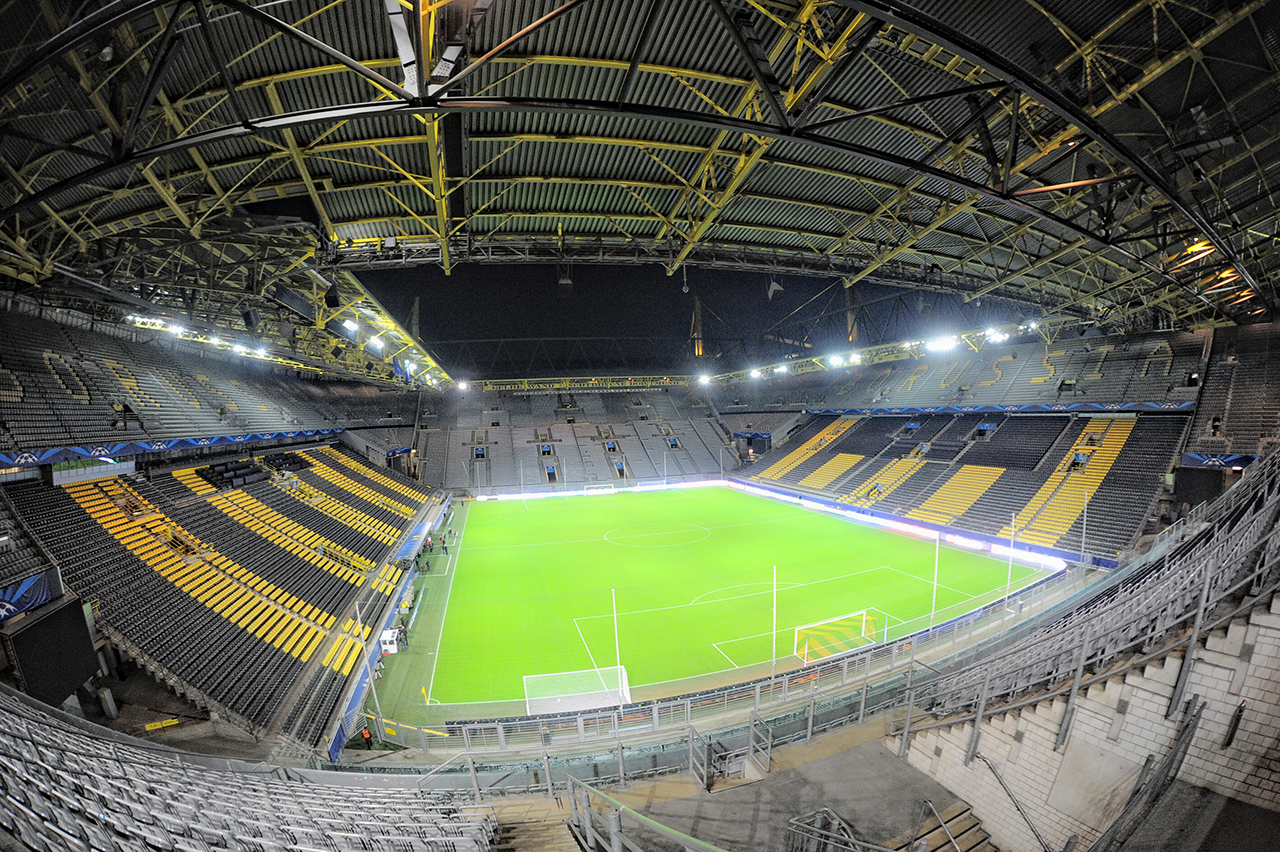
Interior del estadio.
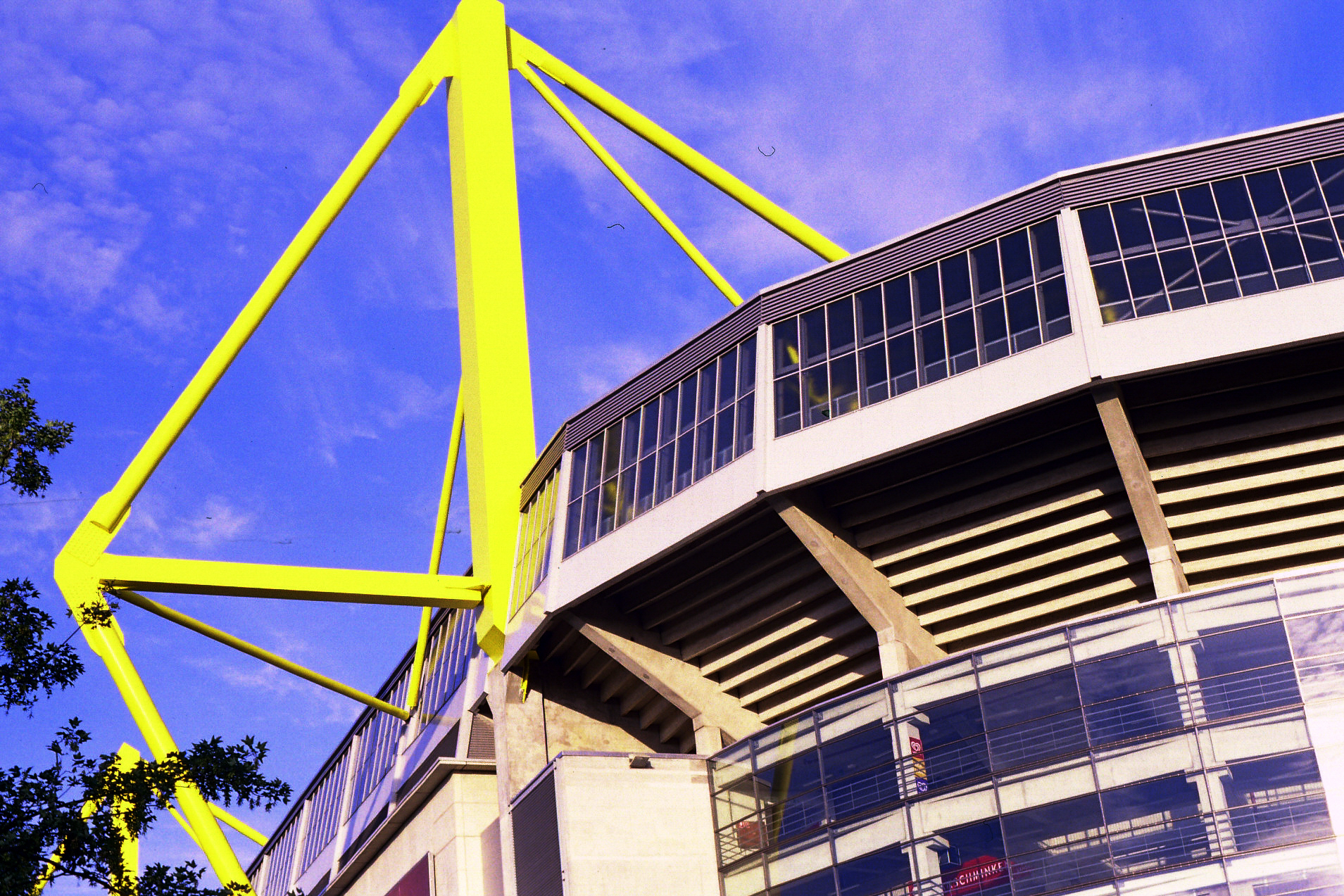
Uno de los ocho pilares de sujeción amarillos ubicados en la fachada del estadio.
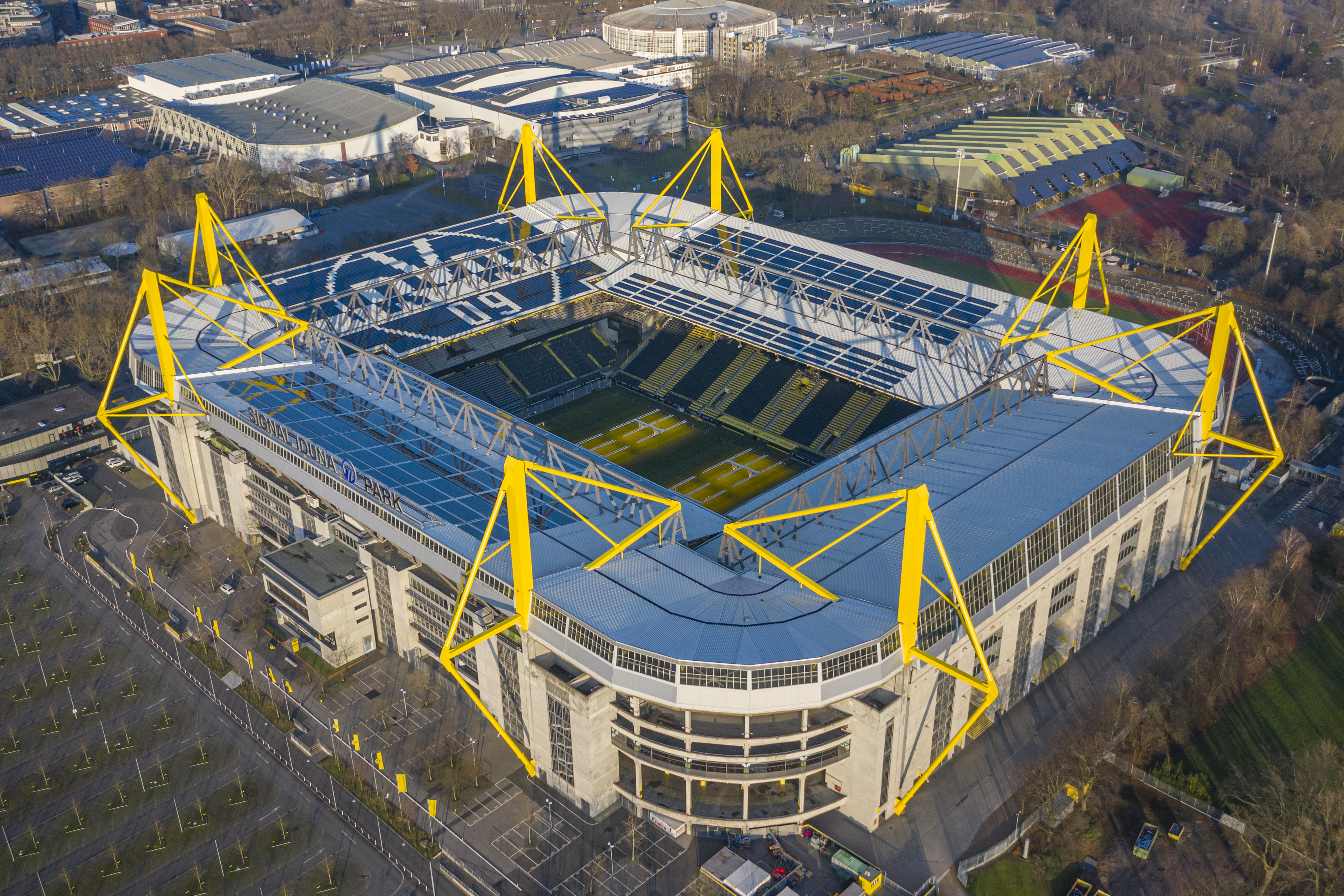
Exterior del estadio.

## Eventos

### Copa Mundial de Fútbol de 1974
El estadio albergó cuatro partidos de la Copa Mundial de Fútbol de 1974.
| Fecha               | Selección #1 | Resultado | Selección #2 | Ronda                 | Espectadores |
| ------------------- | ------------ | --------- | ------------ | --------------------- | ------------ |
| 14 de junio de 1974 | Escocia      | 2–0       | Zaire        | Primera fase, Grupo 2 | 25.000       |
| 19 de junio de 1974 | Países Bajos | 0–0       | Suecia       | Primera fase, Grupo 3 | 53.700       |
| 23 de junio de 1974 | Países Bajos | 4–1       | Bulgaria     | Primera fase, Grupo 3 | 52.100       |
| 3 de julio de 1974  | Países Bajos | 2–0       | Brasil       | Semifinales, Grupo A  | 52.500       |

### Final de la Copa de la UEFA 2001
El estadio albergó la final de la Copa de la UEFA 2000-01.
| Fecha              | Equipo #1    | Resultado | Equipo #2        | Ronda | Espectadores |
| ------------------ | ------------ | --------- | ---------------- | ----- | ------------ |
| 16 de mayo de 2001 | Liverpool FC | 5–4       | Deportivo Alavés | Final | 65.000       |

### Copa Mundial de Fútbol de 2006
El Estadio de la Copa Mundial de la FIFA de Dortmund albergó seis partidos de la Copa Mundial de Fútbol de 2006.
| Fecha               | Selección #1      | Resultado | Selección #2 | Ronda                 | Espectadores |
| ------------------- | ----------------- | --------- | ------------ | --------------------- | ------------ |
| 10 de junio de 2006 | Trinidad y Tobago | 0–0       | Suecia       | Primera fase, Grupo B | 62.959       |
| 14 de junio de 2006 | Alemania          | 1–0       | Polonia      | Primera fase, Grupo A | 65.000       |
| 19 de junio de 2006 | Togo              | 0–2       | Suiza        | Primera fase, Grupo G | 65.000       |
| 22 de junio de 2006 | Japón             | 1–4       | Brasil       | Primera fase, Grupo F | 65.000       |
| 27 de junio de 2006 | Brasil            | 3–0       | Ghana        | Octavos de final      | 65.000       |
| 4 de julio de 2006  | Alemania          | 0–2       | Italia       | Semifinal             | 65.000       |

### Eurocopa 2024
El estadio albergó seis partidos de la Eurocopa 2024, incluido un partido de octavos de final y un partido de semifinales.
| Fecha               | Selección #1 | Resultado | Selección #2 | Ronda                 | Espectadores |
| ------------------- | ------------ | --------- | ------------ | --------------------- | ------------ |
| 15 de junio de 2024 | Italia       | 2–1       | Albania      | Primera fase, Grupo B | 60 512       |
| 18 de junio de 2024 | Georgia      | 1–3       | Turquía      | Primera fase, Grupo F | 59 127       |
| 22 de junio de 2024 | Turquía      | 0–3       | Portugal     | Primera fase, Grupo F | 61 047       |
| 25 de junio de 2024 | Francia      | 1–1       | Polonia      | Primera fase, Grupo D | 59 728       |
| 29 de junio de 2024 | Alemania     | 2–0       | Dinamarca    | Octavos de final      | 61 612       |
| 10 de julio de 2024 | Países Bajos | 1–2       | Inglaterra   | Semifinal             | 60 926       |